# Punto tipografico
Il punto tipografico è una famiglia di unità di misura usata in ambito tipografico per definire la dimensione dei caratteri di stampa e la dimensione dell'interlinea.
L'esigenza di poter utilizzare nella stessa macchina da stampa caratteri di diversi produttori portò molti tipografi a escogitare nel tempo numerose soluzioni. Il punto tipografico ha quindi assunto varie misure a seconda delle epoche e dei luoghi, finché la diffusione dell'editoria elettronica ha fatto convergere nel punto tipografico PostScript il valore di 1/72 di pollice, pari a 0,35278 mm. Il punto tipografico è indicato con la sigla "pt".

## Storia
In origine, la dimensione o il corpo tipografico dei caratteri non era definita in punti come lo è oggi, ma con nomi che designavano ciascun formato: Cicerone (da cui cicero), Sant'Agostino, ecc.
- Il primo sistema di misurazione tipografico fu concepito nel 1695 da Sébastien Truchet (1657–1729) dell'Accademia francese delle scienze. Truchet prese il piede reale parigino (Pied de Roi) di circa 32,484 cm, pari a un sesto della tesa di Parigi, l'asta standard di ferro della Toise du Grand Châtelet, utilizzata nella capitale come unità di misura. Divise il piede in 12 pollici e il pollice in 12 righe. Trouchet definì un dodicesimo della riga parigina (ligne) come "seconda riga" (ligne seconde), calcolandola in 0,188 mm (1/1728 del piede reale). Tuttavia, la ligne seconde non trovò una diffusione generale e rimase un esperimento.

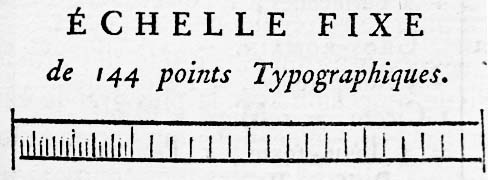
La scala dei caratteri elaborata nel 1737 da Pierre-Simon Fournier.

- Nel 1737 il tipografo  Pierre Simon Fournier riprese l'intuizione di Truchet. Utilizzando sempre la base 12 per i suoi calcoli, prese come unità di misura del carattere il formato cicero. Calcolò il punto tipografico (punto Fournier) come 1/12 di tale formato, pari a 0,3449 mm. Stabilì che il piede misurasse 864 punti, pari a 29,8 cm. Pubblicò una Table des proportions qu'il faut observer entre les caractères. La teorizzazione definitiva si trova nel suo Manuel typographique.[1]

- Il tentativo di Fournier rimase solitario e sconosciuto fino al 1760, quando un altro francese, François-Ambroise Didot, uniformò il punto tipografico alla sesta parte di una riga, corrispondente a 1/72 del pollice reale francese (punto Didot). Con la definizione del metro, nel 1799 il punto Didot venne ridefinito come 125/332472 di metro, pari a 0,3759715104 mm.

- Il punto Berthold è frutto del tentativo che il tedesco Hermann Berthold fece nel 1879 di adattare il punto Didot al sistema metrico. Il punto Berthold corrisponde a 1/2660 di metro, pari a 0,37593 mm. Fu largamente adottato in Germania, Russia e nell'Europa dell'est.

- Il punto Didot tedesco è un'altra standardizzazione metrica del punto Didot, definita nel 1954 pari a 0,376065 mm.  Fino al XX secolo, questa è stata l'unità di misura tipografica più diffusa nell'Europa occidentale.

- Negli Stati Uniti si diffuse il punto tipografico americano, definito inizialmente nel 1879 dal produttore di macchine da stampa Nelson C. Hawks come base del Sistema americano di tipi carattere interscambiabili e pari a 0,0138 pollici o 0,35145 mm. Nel 1886, alla conferenza di Saratoga, l'Associazione americana di fonditori di caratteri adottò ufficialmente il punto di Hawks come standard nazionale. La diffusione fu così rapida che già nel 1892 la produzione di corpi carattere non standard era già cessata.

- il punto PostScript, ora predominante, è stato definito da John Warnock e Charles Geschke della Adobe, inventori del PostScript.

Le unità di misura tipografiche prevedono anche un multiplo del punto pari a 12 punti, denominato riga tipografica o pica.